# Australiens Olympiske Komité
Australiens Olympiske Komité er den nationale olympiske komité som har ansvaret for at udvikle, reklamere for og beskytte den Olympiske bevægelse i Australien. AOC har alene ansvaret for den australske repræsentation ved de Olympiske lege (både sommer og vinter), de ungdomsolympiske lege og de ved regionale begivenheder støttet af den Internationale Olympiske Komité. Alle nationale olympiske komitéer (på nuværende tidspunkt 205 i verden) er bestanddele af den Internationale Olympiske Komité.

## Organisation
Den australske olympiske komité består af 35 nationale sportsforeninger, som hver repræsenterer en sport på programmet for enten sommer eller vinter versionen af de olympiske lege.